# Арахнофобія (рок-гурт)
Арахнофобія — український рок-гурт з м. Полтава. Утворився гурт в 1995 році. Щоправда, за свою історію мав більш ніж 15 складів. Незмінним в ньому залишається ініціатор створення, вокаліст та автор пісень Валерій Власенко, який одночасно був гітаристом в іншій полтавській групі «Онейроїд». Назва гурту походить від слова Arachnophobia, що в перекладі з латини "страх перед павуками". Серед доробку групи пісні українською та російською мовами.

## Творчий шлях
Валерій Власенко з дитинства мріяв стати рок-музикантом. На це його надихнув фільм «Зломник» (рос. Взломщик). В 1992 році у 14 років він познайомився з хлопцями, які були старші за нього і в яких був свій гурт – «Фаетон». Спочатку Валерка був і барабанщиком, і клавішником цього колективу, згодом «Фаетон» розпався. Власенко збирає іншу групу. Так була створена група «Арахнофобія», яка 1995 року на фестивалі «Червона рута» у Севастополі представляла Полтаву. «Арахнофобія» стала дипломантом у номінації «Акустична музика». Того ж таки 1995 року хлопці виступили на «Перлинах сезону», на яких знову стали дипломантами, а 1996-го Валера та Марина Одольська виконали гімн цього фестивалю. Відзначилася група й у Москві на урочистостях, присвячених 1-й річниці проголошення незалежності України. Публіка на Арбаті добре прийняла «Арахнофобію».
Рок-гурт “Арахнофобія” неодноразово був представлений на Всеукраїнських молодіжних мистецьких фестивалях “Червона Рута-95, 97, 99, 01″, “Перлини сезону-95, 96, 97, 00″, “Рок-екзистенція-97″, “Миррок-2001″,брав участь у концерті українських митців у Москві, присвяченому четвертій річниці незалежності України (1995), дипломант фестивалів “Червона рута”, “Перлини сезону”. Гурт має досвід проведення власних концертів, як у Полтаві, так і в інших містах України: Львові, Харкові, Києві тощо. Також група записує мультики і музику до них.
Валерію Власенку постійно доводиться долати фінансові труднощі. Далі дипломантів «Арахнофобія» не йшла. Так, у Харкові на «Червоній руті-97» Валерію сказали: «Ти – лауреат, але ним ти не станеш, поки не знайдеш спонсора. «Руті» теж треба за щось жити». У 2001 році хлопці на знак протесту не поїхали на «Червону руту», адже жоден із відповідних молодіжних комітетів міської влади не виділив і копійки на потреби групи. Проте у Полтаві є люди, які допомагають колективу. Це Міша й Таня Мельникови, Сергій Єгоров (студія «Арт-лавка»), Петро Сливка (він робив перші записи «Арахнофобії») та Володимир Голубничий із радіо «Вашої хвилі». Постійно надає підтримку голова обласної організації Товариства «Просвіта» Микола Кульчинський.
У 2006 році брала участь у фестивалі День Незалежності з Махном та записує свій дебютний альбом, що носить назву групи.
У періодиці надруковані інформаційні повідомлення, аналітичні та критичні статті про гурт “Арахнофобія”, На хвилях національних радіостанцій (“Промінь”, “Майдан”, “Радіоточка”, “Наше радіо”, “Ваша хвиля”, “Люкс” та ін.) звучать пісні групи, а також інтерв’ю з її музикантами. Українські телеканали УТ-1, УТ-2, ICTV, UTA неодноразово транслювали виступи гурту. Окремі пісні гурту включено до музичних збірок найкращих українських виконавців, виданих на компакт-дисках та аудіокасетах.
Важливо відзначити, що на телеканалі УТ-1 відзнято повнометражну сольну програму про творчі музичні доробки гурту “Арахнофобія” у рамках циклу передач “Прийдешні знаменитості”. У ній також демонструвалися живописні твори та скульптурні композиції Валерія Власенка.

## Дискографія
«Арахнофобія» — дебютний альбом групи 2006 року. Композиція «Йе-Йе-Йе» була обрана головною музичною темою для першого українського блокбастеру - фільму «Прорвемось!». Вийшов альбом 14 березня 2006 року. До нього увійшли 13 пісень, написаних у різні роки Валерієм Власенко:
1. Йе-Йе-Йе!!!
2. Парфуми
3. Вічна Любов - Звична Любов
4. З ніг до голови
5. Мама, Шо?!
6. Камасутра
7. Тільки б не війна
8. Де ти тепер?
9. Яка чудова мить!
10. У Мами один
11. Журиться квітка
12. Наша Земна Любов
13. Ностальгія

## Склади гурту

### Склад (2005 р.)
В березні 2005 гурт “Арахнофобія” мав такий склад:
- Міша Шамраєвський – бас-гітара;
- Сашко Климань – барабани;
- Валерій Власенко – вокал, гітара;
- Маринка Герман – відеозйомка.

### Склад (2006 р.)
- Власенко (вокал, гітара, автор музики та текстів);
- Покинський (барабани);
- Евген Марусіч (електрогітара);
- Шамраєвський(бас-гітара);
- Кіт Олександр (саксофон).